# Sveriges ambassad i Guatemala City
Sveriges ambassad i Guatemala City är Sveriges diplomatiska beskickning i Guatemala som är belägen i landets huvudstad Guatemala City. Beskickningen består av en ambassad, ett antal svenskar utsända av Utrikesdepartementet (UD) samt Sida (myndighet) och lokalanställda. Ambassadör sedan augusti 2024 är Pontus Rosenberg. Sveriges ambassadör i Guatemala är också ackrediterad i El Salvador, Honduras, Nicaragua, Costa Rica och Panama.

## Verksamhet
Den svenska ambassaden är en regional ambassad vars geografiska verksamhetsområde utöver Guatemala omfattar Costa Rica, Nicaragua, Honduras, Panama och El Salvador. Arbetet är främst inriktat på utvecklingssamarbete med fokus på frågor om demokrati, freds- och konfliktlösning och mänskliga rättigheter. Inom ramen för detta arbetar man delvis med bilateralt utvecklingssamarbete.

## Beskickningschefer
| Gylfe Anderberg     | 1930–1937 | Envoyé     | Sidoackrediterad från ambassaden i Mexico City.                                  |
| Vilhelm Assarsson   | 1937–1940 | Envoyé     | Sidoackrediterad från ambassaden i Mexico City.                                  |
| Ingen               | 1940–1943 | –          |                                                                                  |
| Herbert Ribbing     | 1944–1949 | Envoyé     | Sidoackrediterad från ambassaden i Mexico City.                                  |
| Claes Westring      | 1949–1952 | Envoyé     | Sidoackrediterad från ambassaden i Mexico City.                                  |
| Sven Grafström      | 1952–1955 | Envoyé     | Sidoackrediterad från ambassaden i Mexico City.                                  |
| Lennart Nylander    | 1955–1956 | Envoyé     | Sidoackrediterad från ambassaden i Mexico City.                                  |
| Lennart Nylander    | 1956–1962 | Ambassadör | Sidoackrediterad från ambassaden i Mexico City.                                  |
| Tord Göransson      | 1962–1964 | Ambassadör | Sidoackrediterad från ambassaden i Mexico City.                                  |
| Arne Björnberg      | 1964–1969 | Ambassadör | Sidoackrediterad i ?                                                             |
| Harald Edelstam     | 1969–1972 | Ambassadör | Sidoackrediterad i Managua, San José, San Salvador och Tegucigalpa.              |
| Claës König         | 1972–1976 | Ambassadör | Sidoackrediterad i ?                                                             |
| Arne Helleryd       | 1976–1978 | Ambassadör | Sidoackrediterad i Managua, San José, San Salvador och Tegucigalpa.              |
| Henrik Ramel        | 1978–1981 | Ambassadör | Sidoackrediterad i Managua m.m.                                                  |
| Carl-Erhard Lindahl | 1981–1983 | Ambassadör | Sidoackrediterad i Tegucigalpa, Managua och San José.                            |
| Krister Göranson    | 1983–1986 | Ambassadör | Sidoackrediterad i Tegucigalpa.                                                  |
| Peter Landelius     | 1987–1989 | Ambassadör | Sidoackrediterad i San Salvador och i Tegucigalpa.                               |
| Ulf Lewin           | 1989–1994 | Ambassadör | Sidoackrediterad i San Salvador och i Tegucigalpa.                               |
| Staffan Wrigstad    | 1994–2000 | Ambassadör | Sidoackrediterad i San Salvador, Tegucigalpa och Belmopan.                       |
| Maria Leissner      | 2000–2004 | Ambassadör | Sidoackrediterad i ?                                                             |
| Eivor Halkjaer      | 2004–2006 | Ambassadör | Sidoackrediterad i ?                                                             |
| Ewa Werner-Dahlin   | 2006–2010 | Ambassadör | Sidoackrediterad i ?                                                             |
| Michael Frühling    | 2010–2014 | Ambassadör | Sidoackrediterad i San José, San Salvador, Tegucigalpa, Managua och Panama City. |
| Georg Andrén        | 2014–2017 | Ambassadör | Sidoackrediterad i San José, San Salvador, Tegucigalpa, Managua och Panama City. |
| Anders Kompass      | 2017–2020 | Ambassadör | Sidoackrediterad i San José, San Salvador, Tegucigalpa, Managua och Panama City. |
| Hans Magnusson      | 2020–2024 | Ambassadör | Sidoackrediterad i San José, San Salvador, Tegucigalpa, Managua och Panama City. |